# Сова неоарктична
Сова неоарктична (Strix varia) — вид птахів родини совових (Strigidae), поширений у Північній Америці від Канади до Центральної Америки.
Дорослі птахи мають близько 44 см завдовжки і розмах крил 112 см. Забарвлення голови світле, з темними кільцями навколо очей, жовтим дзьобом і коричневими очима. Голова кругла, не має виростів, що відрізняє цю сову від сови болотяної (Asio flammeus). Верхні частини тіла плямисті сіро-бурі, нижні частини світлі, з темними плямами, на грудях горизонтальні або вертикальні смужки. Ноги вкрити пір'ям.